# Jacob Andreas Lunddahl
Jacob Andreas Lunddahl (19. september 1807 i Maribo - 20. november 1888 i København) var en dansk embedsmand og folketingsmedlem.
Han tog examen artium i 1824 og blev cand.jur. fra Københavns Universitet i 1829. Lunddahl var fra 1830 volontør, senere skriver, ved Rentekammeret, hvor han derefter blev kopist 1832–1836 og fuldmægtig 1836–1837. Han var landfoged på Færøerne 1837–1852, blev kammerråd i 1847 og byskriver i Faaborg samt herredsskriver i Sallinge 1852–1864. Lunddahl var desuden valgt til Folketinget for Færørene 1866–1869. I 1864 fik han tildelt rang af justitsråd.
Lunddahl var søn af kammerråd Hans Jacobsen Lunddahl.